# Obłuże
Obłuże (kaszub. Òblëżé) – północna dzielnica mieszkaniowa Gdyni, zamieszkana przez prawie 17 tysięcy mieszkańców (2024). Dawniej wieś o tej samej nazwie przyłączona do Gdyni w 1933 roku.
Wieś duchowna położona była w II połowie XVI wieku w powiecie puckim województwa pomorskiego. 

## Etymologia
- Powstanie nazwy Obłuże wiąże się z pewną legendą. Podobno, bardzo dawno temu, wędrowny Kaszub dotarł na najwyższe okoliczne wzgórze. Zachwycony okolicznym krajobrazem westchnął po kaszubsku do Pana Boga "O Błeże jak tu pięknie". Od tej pory Kaszubi to miejsce nazywają Obłeżem, a Obłuże jest następstwem pierwotnej nazwy.

- Kolejna hipoteza dotycząca nazwy tej dzielnicy pochodzi od wyrazu ługa. Jest to pojęcie związane z solą. Hipoteza ta, może okazać się prawdziwa jeśli wziąć pod uwagę położenie Obłuża względem Morza Bałtyckiego. Być może wydobywano tam sól, a wokoło tego miejsca powstała wioska, stąd nazwa Ob-łuże (ob – kaszub. dookoła, naokoło, wokoło).

Wykopaliska prowadzone na Obłużu potwierdzają historię osadnictwa tego rejonu od epoki żelaza (kultura wschodniopomorska, kultura oksywska). Możliwe jest zatem, że nazwa ukształtowała się w języku wenetyjskim, a następnie była przekształcana do języka kaszubskiego i języka polskiego.

### Znane zapisy historyczne nazwy
- Obluzino – 1245 z dokumentu biskupa Michała[4]
- Obluse – 1249 z dokumentu Świętopełka II[5]
- Obluze – 1253 z dokumentu biskupa Wolimira[6]
- Oblusze – 1282 z dokumentu Mestwina II[7]
- Oblusze – 1295 z dokumentu króla Przemysława II[8]
- Vobus – 1655 mapa szwedzka[9]
- niem. Oblusch (1939–1945)[10]

## Położenie
Od wschodu i zachodu Obłuże graniczy z innymi dzielnicami Gdyni: Babimi Dołami, Oksywiem (obie wschód) i Pogórzem (zachód). Od południa zaś sąsiaduje z terenami przemysłowymi i portowymi, od północy z gminą Kosakowo. Dzielnica położona jest na wysoczyźnie morenowej zwanej Kępą Oksywską. Południowa część zabudowana jest blokami mieszkalnymi, natomiast część wysuniętą na północ zajmują rozległe ogródki działkowe (prawie połowa powierzchni dzielnicy).
Niewielką część powierzchni dzielnicy pokrywa las (głównie sosny, rzadziej drzewa liściaste). Na terenie Starego Obłuża znajduje się niewielki staw, stąd druga nazwa tego obszaru.
Granice Obłuża wytyczają:
- od południa linia kolejowa nr 228: Rumia–Gdynia Port Oksywie,
- od zachodu i północy linia kolejowa prowadząca do portu lotniczego Gdynia-Kosakowo do skrzyżowania z Płk. Dąbka na Starym Obłużu a następnie granica miasta do Zielonej (drogą na terenie ogródków działkowych),
- od wschodu ulice Zielona do skrzyżowania z Płk. Dąbka, Płk. Dąbka do skrzyżowania z Benisławskiego, Benisławskiego, Nasypowa.

## Osiedla
Zwyczajowo wyróżnia się osiedla Obłuża:
- Kaczy Dół – okolice Szkoły Podstawowej nr 6
- Obłuże Centrum – południowo-centralna część pomiędzy ulicami Kwiatkowskiego i Cechową ze starą, przedwojenną zabudową
- Obłuże Górne – wzdłuż ulicy Płk. Dąbka
- Obłuże Leśne – zachodnia część, ograniczona ulicami Kwiatkowskiego i Sucharskiego
- Obłuże Nowe (nie mylić z Nowym Obłużem) – wschodnia część dzielnicy pomiędzy ulicami Cechową i Benisławskiego
- Stare Obłuże, tzw. "nad stawkiem" – północno-zachodnia część dzielnicy, okolice skrzyżowania ulic Płk. Dąbka i Kwiatkowskiego – obejmuje obszar pierwotnego obszaru wsi Obłuże oraz folwarku Stare Obłuże

Osiedla historyczne:
- Nowe Obłuże – obecnie część dzielnicy Babie Doły – pierwotny obszar wsi Obłuże na którym znajdował się folwark Nowe Obłuże
- Kolonia Rybacka – obecnie część dzielnicy Babie Doły – pierwotny obszar wsi Obłuże na którym znajdował się gród obronny a następnie stacja rybacka. Do dziś kutry rybaków z Nowego Obłuża noszą oznaczenie OBŁ.

## Rys historyczny
- 700–400 p.n.e. – ślady stałego osadnictwa z wczesnej epoki żelaza, na podstawie wykopalisk.
- 400–0 p.n.e. – ślady osadnictwa na podstawie znalezionych grobów skrzynkowych na prehistorycznym cmentarzu w Obłużu Koloni Rybackiej[11].
- VII–XI w. – ślady istnienia grodu obronnego na terenie Obłuża (Kolonia Rybacka, obecnie teren wojskowy) i sąsiedniego Oksywia. Uważa się, iż do głównych zajęć zamieszkałej tam ludności należały rolnictwo i hodowla, a na terenach położonych bliżej morza – rybactwo.
- 1214 – wieś Obłuże została podarowana przez żonę Mściwoja I siostrom Norbertankom z Żukowa wraz z całą Kępą Oksywską.
- 1245 – pierwszy znany zapis historyczny pochodzący z dokumentu biskupa Michała, w którym wieś występuje pod nazwą Obluzino. Biskup Michał nadał klasztorowi żukowskiemu prawo do pobierania należnych mu dotąd dziesięcin ze wszystkich wsi, będących własnością norbertanek z Żukowa[4].
- 1249 – kolejna wzmianka w dokumencie Świętopełka II w którym wieś występuje pod nazwą Obluse. Świętopełk potwierdza przynależność Obłuża do zakonu Norbertanek, choć wcześniej podarował połowę Kępy Oksywskiej wraz z Obłużem oliwskim Cystersom[5].
- 1253 – Biskup Wolimir ustala zasięg parafii Oksywie (Oxiviam). W dokumencie występuje Obluze wraz z wsiami Vicomino, Pogoze, Gdinam, Dambegoze, Cosacouo, Mosci, Pirwosino i inne[6].
- 1282, 12 grudnia – Mestwin II potwierdza przynależność Kępy Oksywskiej (w tym wsi Oblusze) do klasztoru Norbertanek w Żukowie[7].
- 1295, 15 sierpnia – król Polski Przemysław II wobec trwającego sporu o ziemie pomiędzy oliwskimi Cystersami a żukowskimi Norbertankami ponownie potwierdza przynależność wsi Oblusze do zakonu Norbertanek[8].
- 1655 – na szwedzkiej mapie pojawia się nazwa Vobus[9].
- 1772 – Pomorze Gdańskie z racji pierwszego rozbioru Polski dostało się pod panowanie pruskie. Wieś Obłuże zamieszkiwało wtedy 151 osób, natomiast sąsiednią Gdynię – 71, a Oksywie – 115[12].
- 1834 – kasata zakonu Norbertanek i sekularyzacja Obłuża.
- 1848 – podział na Stare Obłuże zamieszkane przez 253 osoby i Nowe Obłuże – 48 osób[12].
- 1865 – Oderwanie gminy Obłuże od majątku.
- 1871 – wieś Obłuże zamieszkiwało 228 osób, folwark Stare Obłuże – 138 osób, a folwark Nowe Obłuże – 84 osoby[12].
- 1933 – przyłączenie Obłuża do Gdyni wraz z Witominem i Działkami Leśnymi.
- 1934 – powstanie pierwszej szkoły na Obłużu – Szkoły Podstawowej nr 6 im. Antoniego Abrahama.
- 1937 – rozpoczęcie budowy kościoła parafialnego.
- 1939 – okupacja hitlerowska. 11 listopada – publiczna egzekucja przeprowadzona przez Niemców na dziesięciu niewinnych chłopcach. Nazwę zmieniono na Oblusch[13].
- 1971 – przyłączenie terenu Obłuża Leśnego do Gdyni i jednocześnie do dzielnicy Obłuże, rozpoczęcie budowy osiedla mieszkaniowego z wielkiej płyty na Obłużu Leśnym, następnie na Obłużu Górnym i Obłużu Nowym. Do tego czasu znajdowały się tu pojedyncze zabudowania, w większości wybudowane przez ubogich robotników i stoczniowców – budowniczych Gdyni i portu.
- 1972 – zmiany terytorialne w Gdyni włączyły części Obłuża – Kolonię Rybacką i Nowe Obłuże do nowo powstałej dzielnicy Babie Doły[14].
- 1974, 30 sierpnia – rozpoczęcie budowy Trasy im. Eugeniusza Kwiatkowskiego.

Na początku lat 90. XX wieku tereny wokół stawu, dotychczas wykorzystywane m.in. jako pastwisko dla krów przez sąsiadujące gospodarstwo, przekształcono w nowoczesny teren rekreacyjny. Obecnie znajdują się tam m.in. boisko do koszykówki, duży plac zabaw dla dzieci, mały skatepark oraz duża scena, gdzie odbywają się występy w czasie organizowanych kilka razy do roku festynów.

## Zabudowa
Do połowy lat 70. XX wieku przeważała niska zabudowa jednorodzinna skupiona w centralnej części dzielnicy. Wzdłuż głównych ulic występowały również kamienice wielorodzinne. W latach 70. zaczęły powstawać nowe osiedla mieszkaniowe, budowane technologiami OWT-67 i W-70, składające się z budynków 5– i 11–kondygnacyjnych. Tak powstały osiedla Obłuże Leśne, Obłuże Górne i część wschodnia dzielnicy obejmująca część Kaczego Dołu oraz Obłuże Nowe. Największy budynek w Gdyni zbudowany technologią W-70 (11-kondygnacyjny, 12-klatkowy, 272 mieszkania) znajduje się przy ul. Krawieckiej na Obłużu (tzw. szafa). Do dzisiaj większość mieszkańców Obłuża mieszka w lokalach wybudowanych w tym okresie, a technologia W-70 jest dominująca.
Większość budynków wielorodzinnych oraz usługowo-handlowych wybudowała Robotnicza Spółdzielnia Mieszkaniowa im. Komuny Paryskiej. Według danych z 31 grudnia 2018 w jej posiadaniu na Obłużu znajduje się 96 budynków, 6055 lokali o łącznej powierzchni 303 875,98 m² w których mieszka 12 742‬ mieszkańców.
W miejscu obecnych ogródków działkowych przy ulicy Dąbka, na wysokości Zespołu Szkół nr 4, znajdował się niewielki cmentarz choleryczny, na którym chowano zmarłych w wyniku epidemii jaka nawiedziła teren Kępy Oksywskiej w latach 70. XIX wieku.

## Komunikacja

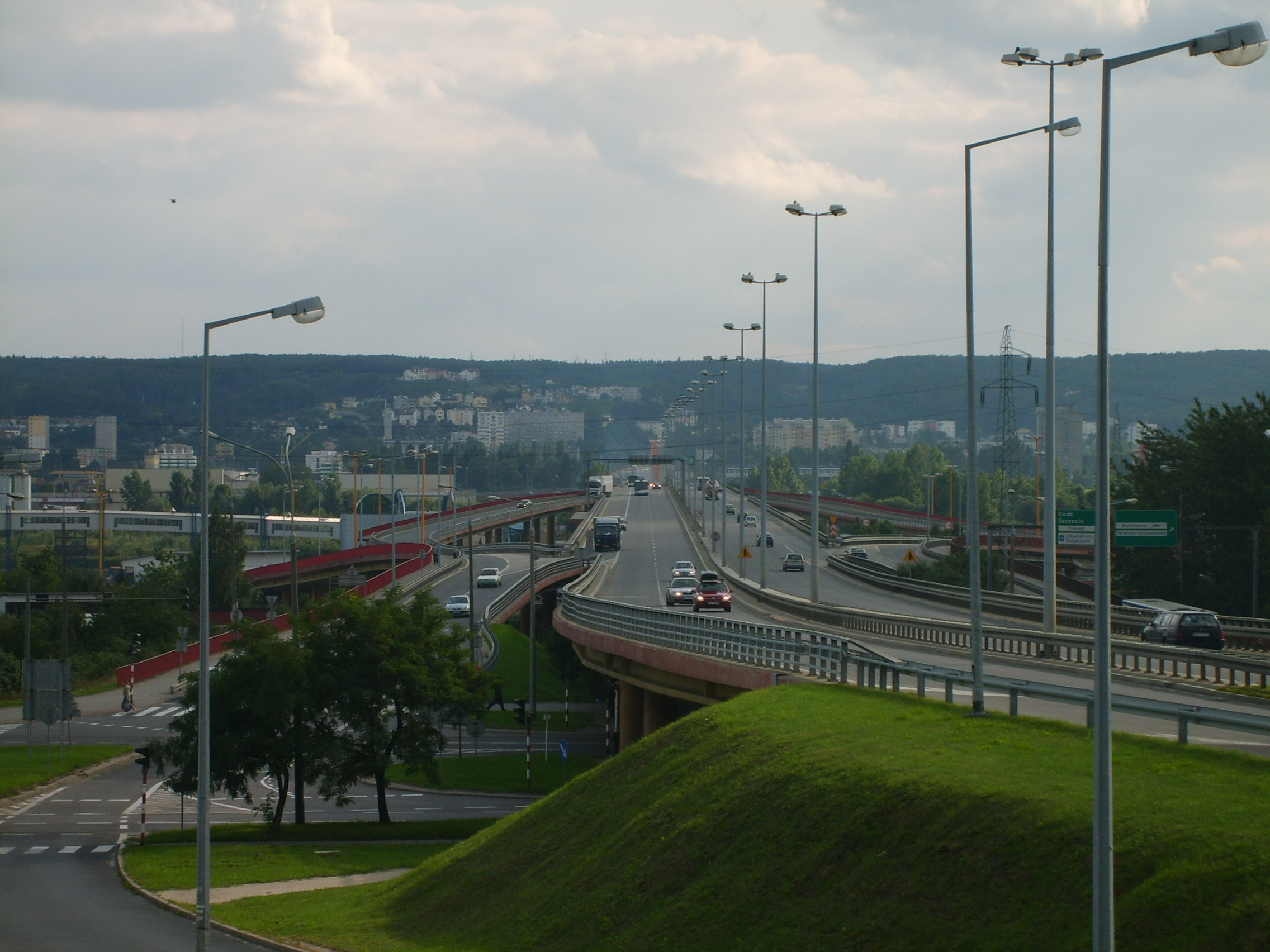
Początek trasy im. Eugeniusza Kwiatkowskiego

Na Obłużu bierze początek Trasa im. Eugeniusza Kwiatkowskiego, której ukończenie połączyło bezpośrednio Obłuże z drogą ekspresową S6 a dalej z płatną autostradą A1.

### Główne ulice
- Trasa im. Eugeniusza Kwiatkowskiego i ul. Kwiatkowskiego
- ul. Płk. Dąbka – łącząca Oksywie Górne i Pogórze Górne z Obłużem
- ul. adm. Unruga – biegnąca u podnóża Kępy Oksywskiej, łącząca Oksywie Dolne i Pogórze Dolne z Obłużem
- ul. Bosmańska – łącząca Oksywie Górne z Obłużem
- ul. Zielona – łącząca Babie Doły z Obłużem i Oksywiem

Przejazd przez Obłuże jest jedyną możliwością dostania się drogą lądową do Oksywia i Babich Dołów. Jest również najchętniej wybieraną możliwością dostania się do Pogórza Dolnego i Górnego z innych dzielnic Gdyni.

### Transport publiczny
- autobusowy – sieć autobusów miejskich łączy Obłuże bezpośrednio z innymi dzielnicami Gdyni – Oksywiem, Babimi Dołami, Pogórzem, Śródmieściem, Redłowem, Witominem, Wzgórzem Św. Maksymiliana, Działkami Leśnymi, Grabówkiem, Leszczynkami, Małym Kackiem oraz z innymi miejscowościami – Suchym Dworem, Kosakowem, Mostami, Mechelinkami, Rewą, Pierwoszynem.
- trolejbusowy – 29 października 1949 została uruchomiona linia numer 24. 23 maja 1964 uruchomiono dodatkową linię 28. Obie linie łączyły Oksywie ze Śródmieściem. W roku 1972 zostały zlikwidowane łącznie z infrastrukturą. Od września 2020 r. na Obłużu spotkać można trolejbusy linii 32, kursujące na Pogórze Dolne.
- kolejowy – przez Obłuże przebiega linia kolejowa nr 228: Rumia–Gdynia Port Oksywie. Do 1994 kursowały na niej pociągi relacji Gdynia Port Oksywie–Gdynia Chylonia oraz Gdynia Port Oksywie–Kościerzyna (tzw. Bana). Na terenie dzielnicy znajdowały się dwa przystanki kolejowe: Gdynia Obłuże i Gdynia Obłuże Leśne. Obecnie linia nie jest wykorzystywana dla transportu pasażerskiego. Sporadycznie jest wykorzystywana przez Port Wojenny w Gdyni.

## Kościoły i związki wyznaniowe
Na terenie Obłuża działa parafialny kościół rzymskokatolicki pw. św. Andrzeja Boboli (pl. św. Andrzeja Boboli 1). Działalność rozpoczął w 1938 roku, a dekret określający granice nowej parafii Obłuże został wydany 30 stycznia 1939. Wcześniej Obłuże należało do parafii Oksywie. Przy kościele znajdują się cmentarz parafialny oraz Zespół Szkół Katolickich im. św. Jana Pawła II w Gdyni. Proboszczem parafii jest ks. prałat dr Sławomir Decowski, który pełni tę funkcję od 6 lutego 2011 roku. 
Na terenie dzielnicy znajduje się też Sala Królestwa Świadków Jehowy, z której korzystają cztery zbory: Gdynia–Oksywie, Gdynia–Pogórze, Gdynia–Karwiny, Gdynia–Witomino.

## Szkoły na terenie dzielnicy
- Szkoła Podstawowa nr 6 im. Antoniego Abrahama
- Szkoła Podstawowa nr 39 im. Kazimierza Jurkiewicza
- Szkoła Podstawowa nr 44 im. Obrońców Wybrzeża
- Zespół Szkół Katolickich im. św. Jana Pawła II w Gdyni
  - Katolicka Szkoła Podstawowa im. św. Jana Pawła II
  - Katolickie Liceum Ogólnokształcące im. św. Jana Pawła II
- Zespół Szkół nr 4
  - Gimnazjum nr 14 im. Jana Radtke
  - Liceum Ogólnokształcące nr 13 im. Krzysztofa Kamila Baczyńskiego
- Centrum Kształcenia Zawodowego i Ustawicznego Nr 2 w Gdyni